# International Correspondence Chess Federation

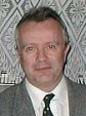
Éric Ruch, presidente ICCF dal 2009

L'International Correspondence Chess Federation, in acronimo ICCF, è la federazione degli organismi nazionali che gestiscono il gioco per corrispondenza, ovvero quelle partite di scacchi realizzate tramite lo scambio di messaggi postali cartacei o elettronici.

## Storia
L'ICCF, riconosciuta dalla Fédération Internationale des Échecs (FIDE), fu fondata nel 1951, incorporando la precedente ICCA (International Correspondence Chess Association), nata nel 1945, che, a sua volta, aveva preso il posto della IFSB (Internationaler Fernschachbund), creata nel 1928 a Berlino.

## Attività
I tornei più importanti organizzati dall'ICCF sono le Olimpiadi per squadre nazionali (ovverosia il campionato mondiale a squadre) e il campionato mondiale individuale.
Tutti i campionati, le classifiche e i titoli ICCF sono riconosciuti dalla FIDE.

## Titoli scacchistici per corrispondenza
L'ICCF conferisce i titoli di:
- GM, Grande Maestro Internazionale
- SIM, Maestro Internazionale Senior
- IM, Maestro Internazionale
- CCM, Correspondence Chess Master (le donne fino al 2021 potevano optare per la scelta del titolo di LGM, Grande Maestro Internazionale Femminile)
- CCE, Correspondence Chess Expert (le donne fino al 2021 potevano optare per la scelta del titolo di LIM, Maestro Internazionale Femminile)
- IA, Arbitro internazionale

## Organizzazione
Presidente dell'ICCF è, dal 20 maggio 2009, il francese Éric Ruch.
Aderiscono attualmente all'ICCF 57 organismi nazionali, ai quali fanno capo alcune migliaia di giocatori.
All'interno dell'ICCF le federazioni nazionali sono suddivise in due "Zone", dopo la chiusura della zona europea: World Zone e Asia/Africa.
Il membro italiano dell'ICCF è l'Associazione Scacchistica Italiana Giocatori per Corrispondenza (ASIGC).

## Presidenti
- 1951-1953:  Jean Louis Ormond ( Svizzera, 1894-1986)
- 1953-1959:  Anders Elgesem ( Norvegia, 1888-1968)
- 1960-1987:  Hans Werner von Massow ( Germania, 1912-1988)
- 1988-1995:  Henk Mostert ( Paesi Bassi, 1925-2002)
- 1997-2003:  Alan Borwell ( Scozia, 1937)
- 2003-2004:  Josef Mrkvička ( Rep. Ceca, 1951)
- 2005-2009:  Mohamed Samraoui ( Algeria, 1953)
- 2009-....:  Éric Ruch ( Francia, 1961)